# Alstom Coradia Continental
Die Triebzüge Alstom Coradia Continental gehören zur Fahrzeugfamilie modularer Nahverkehrs-Triebzüge Alstom Coradia des Herstellers Alstom Transport Deutschland, vormals Alstom LHB, Salzgitter. Die Alstom Coradia Continental-Triebwagen werden im Deutschen Fahrzeugeinstellungsregister als Baureihen 0440 und 1440 geführt. Die Mittelwagen werden in die Baureihen 0441, 0841, 1441 und 1841 eingeordnet.
In Deutschland sind 432 Triebzüge in 26 Varianten bei 16 Betreibern im Einsatz (Stand: 2023).

## Entwicklung
Aus dem Konzept des auf radial einstellenden Einzelachsfahrwerken fahrenden LIREX entstand durch Fortentwicklung eine Familie von vollständig niederflurigen Triebzügen mit konventionellen Enddrehgestellen und Jakobs-Drehgestellen zwischen den Mittelwagen. Dabei wurde zuerst die für den Betrieb in nordischen Ländern geeignete Unterfamilie Alstom Coradia Nordic entwickelt und später daraus die Unterfamilie Coradia Continental für den Betrieb in Mitteleuropa abgeleitet. Von den Coradia Nordic unterscheiden sich die Coradia-Continental-Fahrzeuge durch neue, dem deutschen Umgrenzungsprofil angepassten Wagenkästen mit geraden Seitenwänden.
Von 2009 bis 2010 fanden Testfahrten mit Coradia-Continental-Triebzügen auf dem Eisenbahnversuchsring Velim statt.

## Technische Eigenschaften
Die Züge der Fahrzeugfamilie werden aus einem Baukasten standardisierter Einzelfahrzeuge gebildet, die die Traktionsausrüstung und die Hilfsbetriebe mit Ausnahme der Fahrmotoren auf dem Dach tragen. Die Endwagen gibt es in zwei Längen; sie tragen jeweils einen Haupttransformator, einen Traktions- und einen Hilfsbetriebeumrichter. Die Mittelwagen tragen die Stromabnehmer, die Einrichtungen für die Druckluftversorgung und die Batteriekasten. Eine Ausnahme sind die 1440, wo jeweils ein Batteriekasten auf dem Endwagen sitzt.
Mittig auf jedem Fahrzeug ist das Klimagerät für den Fahrgastraum angeordnet. Bei den Fahrzeugen der Baureihe 0440 steht auf den Endwagen ein separater Motorkühler, bei den Einheiten der Baureihe 1440 ist dieser mit dem Kühler des Haupttransformators zusammengefasst.
Der Fahrzeugkopf kann mit Knautschzonen ausgeführt werden; bei den Fahrzeugen der Baureihe 0440 sind diese nicht installiert, um die Fahrzeuglänge zu verringern und Kosten zu sparen. Entsprechend den Kundenvorgaben sind auch die bei den Coradia Nordic vorhandenen seitlichen Führerstandstüren und ein zweiter PZB-Dateneinsteller entfallen. Bei agilis im E-Netz Regensburg, im E-Netz Augsburg und auf der Mainfrankenbahn sind die Züge mit ausfahrbaren Trittstufen ausgerüstet. Bevor sich die Türen öffnen, fahren diese unter dem Zug aus. Die Züge für das Elektro-Netz Niedersachsen Ost sind zusätzlich zur PZB mit LZB ausgerüstet, um auf der Lehrter Bahn zwischen Lehrte und Wolfsburg LZB-Teilblöcke unter CIR-ELKE befahren zu können. Für die Ausrüstung mit ETCS gibt es Überlegungen, wonach für die Umrüstung der insgesamt 16 Varianten mit insgesamt 432 Triebzügen wenigstens 17 Triebzüge prototyphaft auszurüsten wären, um auf dieser Grundlage die übrigen Züge in Serie umzurüsten.
Die Fahrzeuge sind zu mindestens 95 % recyclebar.

### Technische Probleme

#### Motor
Ende 2014/Anfang 2015 gab es bei den Augsburger Zügen starke Verschleißerscheinungen der Antriebsmotoren, die entgegen den Erwartungen zwei Jahre vor dem fälligen Revisionsdatum auftauchten. Da Ersatzteile in der erforderlichen Menge nicht kurzfristig beschaffbar waren, mussten im November 2014 drei Elektrotriebzüge komplett aus dem Verkehr gezogen werden. Ab Februar 2015 wurde die gesamte Fahrzeugflotte zum vorzeitigen Motorentausch in die Werkstätten gerufen.

#### Radsätze
Im Dezember 2016 wurden an 20 von 29 Einheiten der Mitteldeutsche Regiobahn Flachstellen und „Ausbröckelungen“ an den Laufflächen der Radsätze festgestellt.
Mitte 2017 wurden einige Triebzüge aufgrund „unüblichem erhöhten Verschleiß“ an den Spurkränzen außer Betrieb genommen.
Bei der Breisgau-S-Bahn führen die vorzeitig verschlissenen Radsätze seit 2023 zur völligen Überlastung der DB-Werkstatt und in der Folge zu einer erheblich reduzierten Zahl einsatzfähiger Fahrzeuge.

#### Kuppeln
Nach Beginn des regulären Einsatzes der Fahrzeuge auf der Breisgau-S-Bahn ab Mitte Dezember 2019 wurde über Probleme beim Kuppeln der Zugteile berichtet. Die DB Regio und der Hersteller Alstom bestritten, dass es ein generelles Kupplungsproblem gebe. Im zuständigen Landes-Verkehrministerium wurde das im Herbst 2020 anders gesehen: „Dieses Kuppelproblem ist derzeit eine Hauptproblematik.“ Der Fahrplan sah täglich 120 Kupplungsmanöver der Züge bei Flügelungen in den Bahnhöfen Gottenheim und Titisee vor. Tatsächlich wurde Ende März 2020 ein Übergangsfahrplan mit stark reduzierter Zahl der Kupplungsvorgänge eingesetzt, nachdem der sehr ambitionierte erste Taktfahrplan auf der Ost-West-Achse der Breisgau-S-Bahn gescheitert war. Auch in Zukunft sollen die Kupplungsmanöver „auf das notwendige Minimum“ reduziert werden.

## Varianten
Die Triebzüge können als 3- bis 6-Teiler bestellt werden. Dazu wird die Anzahl der Mittelwagen (Reihe (1)441 mit Antriebsausrüstung, (1)841 nicht angetrieben) variiert. Zusätzlich wurden die Endwagen (Baureihe (0)440) in zwei verschiedenen Längen geliefert. Dieser Unterschied macht sich durch ein zusätzliches Fenster im Niederflurbereich bemerkbar. Die Fahrzeuge können zudem mit unterschiedlichen Fußbodenhöhen bestellt werden.
Die Triebzüge der Baureihe 1440 (S-Bahn Rhein-Ruhr, Breisgau-S-Bahn, teilweise S-Bahn Nürnberg, Zweckverband Großraum Braunschweig, Verkehrsverbund Mittelsachsen und Elektronetz Saar RB Los 1) erhalten einen modifizierten Kopf nach Norm EN 15227, dessen Länge nur unwesentlich kürzer ist als die ehemalige längere Variante. Folgende Konfigurationen wurden bisher verkauft:
| Wagennummern                               | Anzahl Wagen | End- wagen            | Länge                | Fahr- motoren | Betreiber (Netz)                                                     |
| ------------------------------------------ | ------------ | --------------------- | -------------------- | ------------- | -------------------------------------------------------------------- |
| 440.0 – 441.0 – 441.5 – 440.5              | 4            | kurz                  | 70.900 mm            | 8             | DB                                                                   |
| 440.1 – 441.1 – 441.6 – 440.6              | 4            | lang                  | 74.200 mm            | 8             | agilis                                                               |
| 440.2 – 441.2 – 841.2 – 441.7 – 440.7      | 5            | kurz                  | 87.300 mm            | 8             | DB (Passau), NWB                                                     |
| 440.3 – 441.3 – 440.8                      | 3            | kurz (DB), lang (NWB) | 54.500 mm/ 57.800 mm | 6             | DB (Würzburg), NWB                                                   |
| 440.4 – 441.9 – 440.9                      | 3            | lang                  | 57.800 mm            | 8             | agilis                                                               |
| 1440.1 – 1441.1 – 1441.6 – 1440.6          | 4            | neuer Kopf            | 73.300 mm            | 8             | ZGB (ENNO) HLB (RMV-Südhessen-Untermain)                             |
| 1440.2 – 1441.2 – 1841.2 – 1441.7 – 1440.7 | 5            | neuer Kopf            | 89.700 mm            | 8             | VMS (EMS) DB Regio NRW (RE 8 / RB 33)                                |
| 1440.3 – 1441.3 – 1440.8                   | 3            | neuer Kopf            | 56.900 mm            |               | VMS (EMS)                                                            |
| 1440.3 – 1441.3 – 1440.8                   | 3            | neuer Kopf            | 56.900 mm            | 8             | DB Regio NRW (S-Bahn und RE 8 / RB 33) HLB (RMV-Südhessen-Untermain) |
| 1440.0 – 1441.0 – 1441.5 – 1440.5          | 4            | neuer Kopf            | 73.300 mm            | 8             | DB Regio Mitte (RB-Netz Saarland) DB Regio Bayern (S-Bahn Nürnberg)  |
| 1440.1 – 1441.1 – 1441.6 – 1440.6          | 4            | neuer Kopf, lang      | 76.600 mm            | 8             | Breisgau S-Bahn                                                      |

### Akkumulatorausführung (BEMU)
Anfang Februar 2020 bestellte der VMS 11 dreiteilige Coradia-Continental-Einheiten der Baureihe 1440.4 für den Betrieb auf der Strecke Leipzig – Chemnitz. Da diese Strecke noch nicht elektrifiziert ist, erhalten die Züge Batterien mit einem Energieinhalt von 840 kWh im Dachraum, welche eine Reichweite von 120 Kilometern fahrdrahtloser Strecke ermöglichen. Die Züge sind bis auf die zusätzlichen Traktionsbatterien fast baugleich mit den 29 Zügen des Elektro-Netzes Mittelsachsen. Die Akkumulatortriebzüge, welche mit Unterstützung des Zweckverband für den Nahverkehrsraum Leipzig gekauft werden, sollen nach erfolgter Streckenelektrifizierung zwischen Chemnitz und Leipzig durch das Entfernen der Traktionsbatterien als elektrische Triebzüge im reinen Fahrleitungsbetrieb weiter eingesetzt werden.
Im Sommer 2022 wurden die ersten Versuchsfahrten im Prüfcenter Wegberg-Wildenrath unternommen. Im August 2023 wurde der erste Zug in Annaberg-Buchholz-Süd präsentiert. Dort wurde von Smart Rail Connectivity Campus eine Ladestation mit Fahrleitungsschiene errichtet, die bei einer Spannung von 15 kV mit der im Mittelspannungsnetz üblichen Frequenz von 50 Hz statt der Fahrleitungsfrequenz von 16,7 Hz gespeist wird und damit auf eine Frequenzumrichtung verzichtet. Bis April 2024 hatte Alstom keine Zulassung der Triebzüge erreichen können. Daher soll zum Start des Fahrplans 2024/2025 weiter mit Ersatzfahrzeugen gefahren werden.

## Betrieb
Neben der DB Regio AG haben die NordWestBahn für die Regio-S-Bahn Bremen/Niedersachsen, agilis für das E-Netz Regensburg, der Zweckverband Verkehrsverbund Mittelsachsen (ZVMS) für das Elektronetz Mittelsachsen II und der Zweckverband Großraum Braunschweig (ZGB) für das Elektro-Netz Niedersachsen Ost (ENNO) Fahrzeuge bestellt.
Im Dezember 2015 bestellte die Hessische Landesbahn für das RMV-Netz Südhessen-Untermain 30 Fahrzeuge. Im April 2018 hat Alstom von der Hessischen Landesbahn GmbH (HLB) einen Auftrag über die Lieferung von fünf Coradia Continental Regionalzügen erhalten. Die Fahrzeuge werden bis Ende 2019 am Alstom Produktionsstandort in Salzgitter gebaut.

### Übersicht
| Auftraggeber                              | Einsatzgebiet                     | Einsatzbeginn        | Einsatzende | 440.0 vierteilig | 440.1 vierteilig | 440.2 fünfteilig | 440.3 dreiteilig | 440.4 dreiteilig | 1440.0 vierteilig | 1440.1 vierteilig | 1440.2 fünfteilig | 1440.3 dreiteilig | 1440.4 dreiteilig | Gesamt |
| ----------------------------------------- | --------------------------------- | -------------------- | ----------- | ---------------- | ---------------- | ---------------- | ---------------- | ---------------- | ----------------- | ----------------- | ----------------- | ----------------- | ----------------- | ------ |
| DB Regio AG                               | E-Netz Augsburg                   | teilweise 12/2008    | 12/2022     | 37               | –                | –                | –                | –                | –                 | –                 | –                 | –                 | –                 | 37     |
| DB Regio AG                               | Würzburg                          | Mitte 2010           |             | 5                | –                | –                | 26               | –                | –                 | –                 | –                 | –                 | –                 | 31     |
| DB Regio AG                               | München                           | 12/2010              |             | 6                | –                | 6                | –                | –                | –                 | –                 | –                 | –                 | –                 | 12     |
| NordWestBahn                              | Regio-S-Bahn Bremen/Niedersachsen | 12/2010              |             | –                | –                | 17               | 18               | –                | –                 | –                 | –                 | –                 | –                 | 35     |
| agilis                                    | E-Netz Regensburg                 | 12/2010              |             | –                | 8                | –                | –                | 18               | –                 | –                 | –                 | –                 | –                 | 26     |
| DB Regio AG                               | S-Bahn Rhein-Ruhr                 | 12/2014              |             | –                | –                | –                | –                | –                | –                 | –                 | –                 | 28                | –                 | 28     |
| Zweckverband Großraum Braunschweig (enno) | Elektro-Netz Niedersachsen Ost    | 12/2015              |             | –                | –                | –                | –                | –                | –                 | 24                | –                 | –                 | –                 | 24     |
| Verkehrsverbund Mittelsachsen             | Elektro-Netz Mittelsachsen II     | 06/2016              |             | –                | –                | –                | –                | –                | –                 | –                 | 16                | 13                | –                 | 29     |
| Hessische Landesbahn (HLB)                | RMV-Netz Südhessen-Untermain      | 12/2018              |             | –                | –                | –                | –                | –                | –                 | 17+5              | –                 | 13                | –                 | 35     |
| DB Regio AG                               | Breisgau-S-Bahn 2020              | 12/2019              |             | –                | –                | –                | –                | –                | –                 | 15                | –                 | 11                | –                 | 26     |
| DB Regio AG                               | Elektro-Netz Saar RB Los 1        | 12/2019 bzw. 12/2020 |             | –                | –                | –                | –                | –                | 25                | –                 | –                 | –                 | –                 | 25     |
| DB Regio AG                               | S-Bahn Nürnberg                   | 06/2020              |             | –                | –                | –                | –                | –                | 27                | –                 | –                 | –                 | –                 | 27     |
| DB Regio AG                               | NRW & Rheinland-Pfalz RE8/RB33    | 12/2019              |             | –                | –                | –                | –                | –                | –                 | –                 | 16                | 10                | –                 | 26     |
| DB Regio AG                               | Karlsruhe Netz 7b EBO             | 12/2022              |             | –                | –                | –                | –                | –                | –                 | –                 | 13                | 6                 | –                 | 19     |
| Verkehrsverbund Mittelsachsen             | Leipzig – Chemnitz                | 06/2025              |             | –                | –                | –                | –                | –                | –                 | –                 | –                 | –                 | 11 1              | 11     |
| Hessische Landesbahn (HLB)                | Mittelhessen-Express              | 05/2024              |             | –                | –                | –                | –                | –                | –                 | 12                | 20                | –                 | –                 | 32     |
| Zweckverband Großraum Braunschweig (enno) | Elektro-Netz Niedersachsen Ost    | 04/2026              |             | –                | –                | –                | –                | –                | –                 | [05]              | –                 | –                 | –                 | 24     |
|                                           |                                   |                      |             | 48               | 8                | 23               | 44               | 18               | 52                | 73                | 65                | 81                | 11                | 423    |

### DB Regio AG

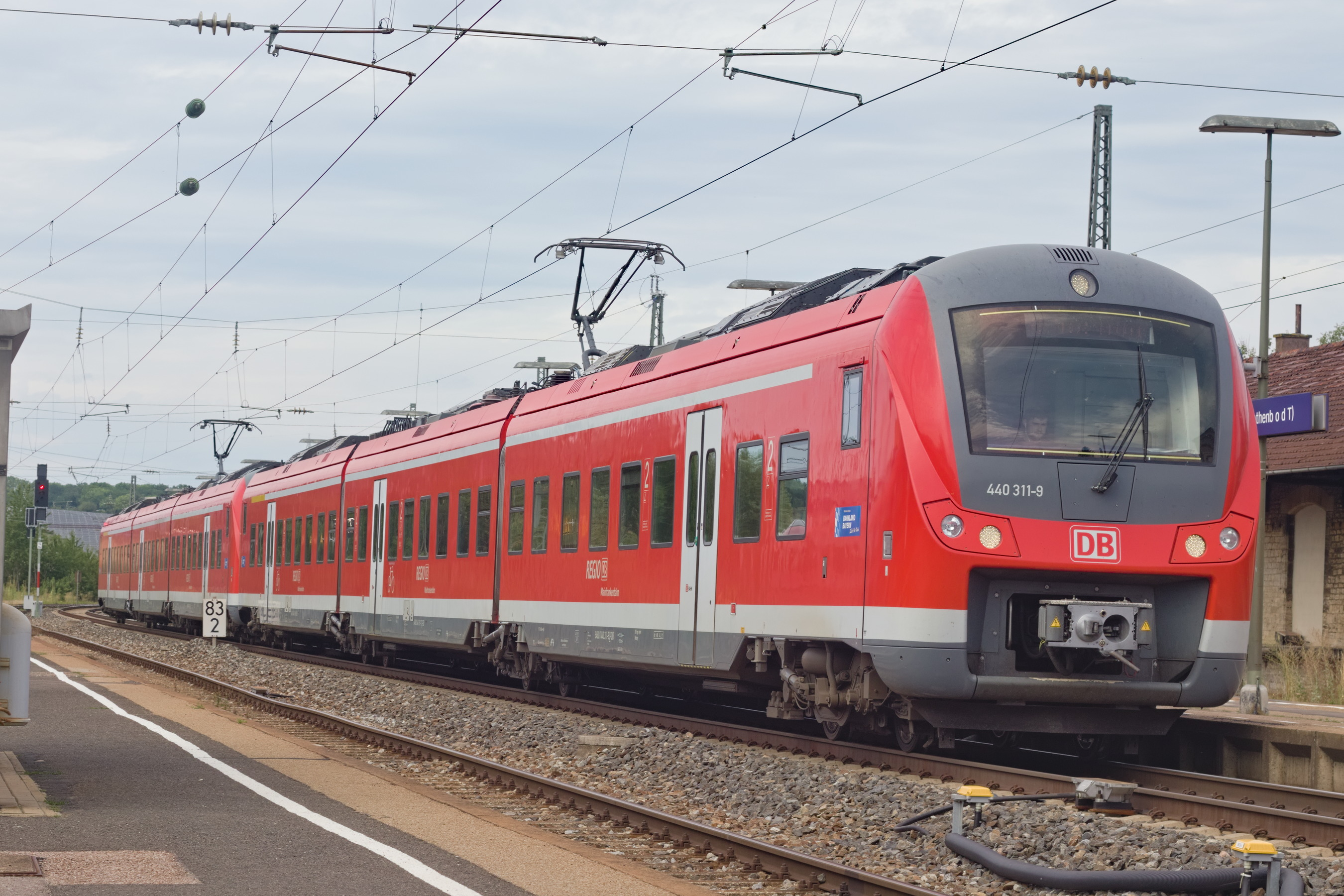
Continental-Triebzug von DB Regio in Steinach (2019)

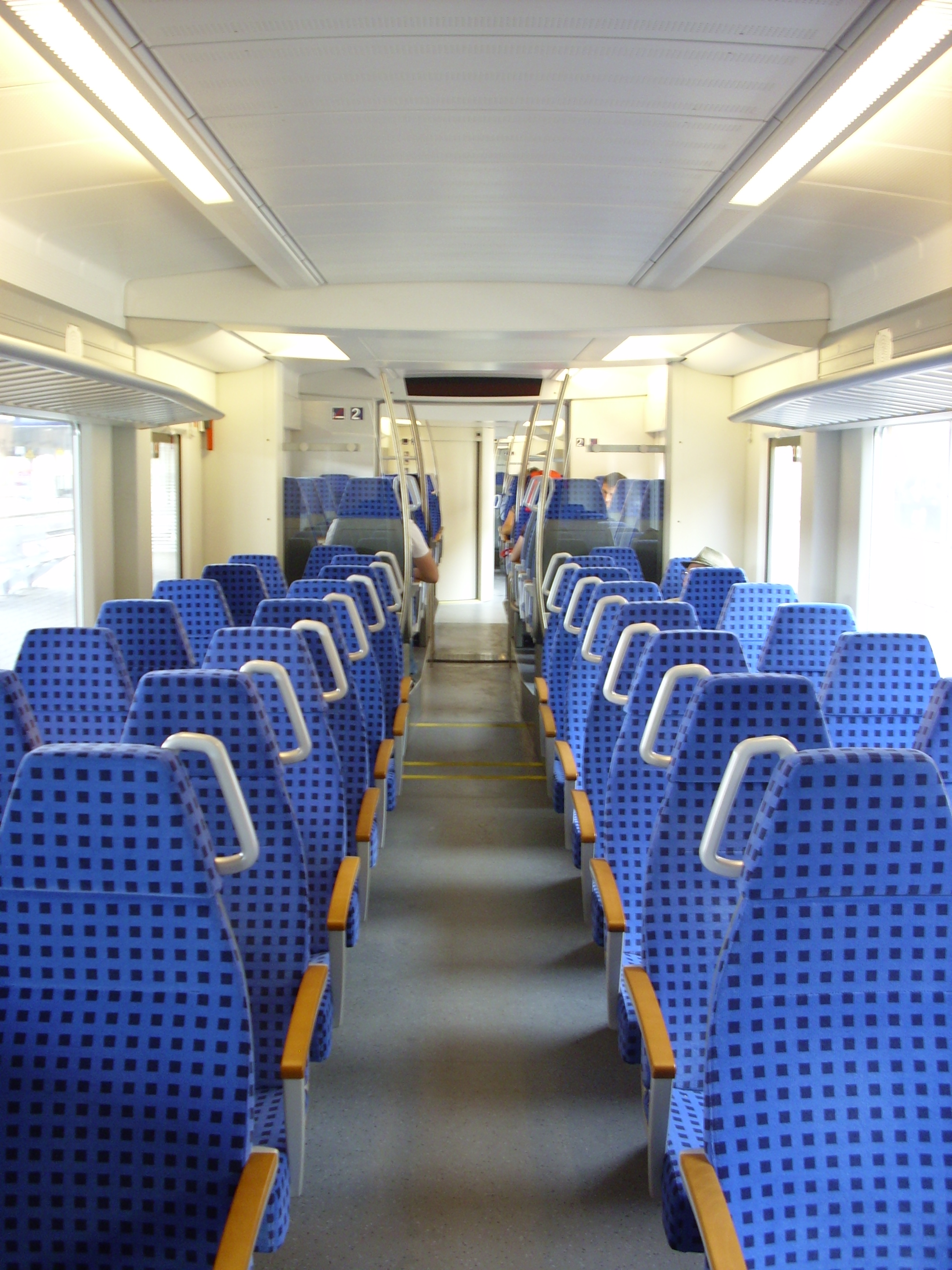
Fahrgastraum DB 2. Klasse

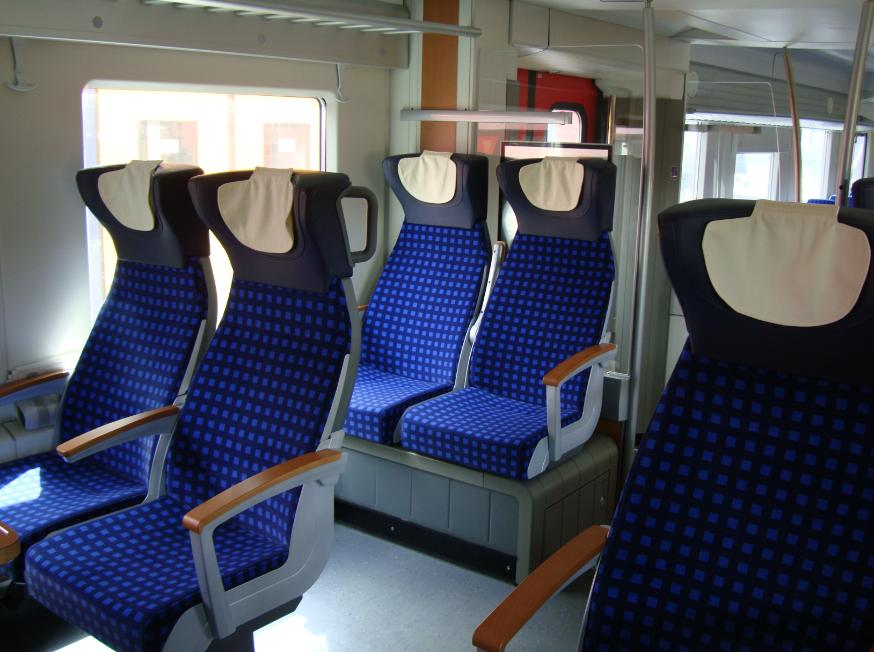
Fahrgastraum DB 1. Klasse

Die ersten Bestellungen der DB Regio AG ab Spätsommer 2006 umfassten 76 elektrische Triebzüge aus der Fahrzeugfamilie Alstom Coradia Continental. Diese teilen sich in vier Einzelaufträge für den Raum Augsburg, für den Raum Würzburg, für den Raum Nürnberg und für die Verbindung München–Passau auf. Die achtzig Einheiten teilen sich in 26 dreiteilige, 48 vierteilige und 6 fünfteilige Züge auf. Die Auslieferung war für den Zeitraum zwischen Mitte 2008 und Ende 2010 vorgesehen.
Die vierteiligen Einheiten der Baureihe 440.0 bieten bei circa 70 Metern Gesamtlänge 240 Sitzplätze (davon zwölf in der ersten Klasse und 28 Klappsitze) und damit mehr als die gleichlangen der Baureihen 420 bis 425. Die Sitzplätze sind sowohl vis-à-vis als auch in Reihen angeordnet. Dabei beträgt der Sitzabstand bei Reihenbestuhlung 750 und im Vis-à-vis-Bereich 1700 Millimeter. Die Einstiegshöhe liegt bei 600 Millimetern.
Nach anfänglichen Problemen mit der Zulassung stellten sich im Betrieb erhebliche technische Probleme unter anderem bei Kupplungen, Klimaanlagen und Toiletten ein, die zu einer mangelnden Verfügbarkeit der Triebzüge führten.
Anfang 2011 wurden die Züge mit Schiebetritten nachgerüstet. Der Einbau weiterer Gepäckablagen ist ebenfalls vorgesehen.

#### Augsburg „Fugger-Express“
Der erste Auftrag umfasste 37 vierteilige Einheiten im Gesamtwert von etwa 160 Millionen Euro für den Verkehr im E-Netz Augsburg. Eingesetzt werden sollten diese Züge bereits ab dem Fahrplanwechsel im Dezember 2008 auf den Strecken München–Augsburg–Ulm (Bahnstrecke München–Augsburg, Bahnstrecke Augsburg–Ulm) und München–Augsburg–Donauwörth–Treuchtlingen (Bahnstrecke Augsburg–Nördlingen, Bahnstrecke Donauwörth–Treuchtlingen), wobei die Züge in Augsburg geflügelt werden. Die Züge verkehren unter dem Namen „Fugger-Express“.
Anfang März 2008 wurde erstmals ein fertiger Triebzug dieses Typs präsentiert. Am 18. Juli 2008 wurde 440 007 im Augsburger Hauptbahnhof der Presse vorgestellt und am 8. August 2008 wurde die Baureihe 440 ebenda der Öffentlichkeit präsentiert. Ab Ende 2008 waren erste Züge auf Personalschulungsfahrten unterwegs. Mit Vorkenntnissen zu den Baureihen 423 bis 426 dauert die Ausbildung fünf Tage, mit Vorkenntnissen anderer Elektroschienenfahrzeuge sechs Tage.
Die Augsburger Allgemeine Zeitung schrieb am 24. Oktober 2008, die Zulassung durch das Eisenbahn-Bundesamt verzögere sich wegen „massiver Probleme in der Steuerungstechnik“. Die ersten Triebzüge sollten zum Fahrplanwechsel im Dezember 2008 im Raum Augsburg zum Einsatz kommen; die vorgesehenen Verkehre wurden aber wie vorher mit lokbespannten Zügen (Baureihe 111 mit Doppelstockwagen sowie Baureihe 110 oder 111 mit n-Wagen), die auch teilweise mit zwei Lokomotiven bespannt waren („Sandwich“), oder auch mit Triebwagen der Baureihe 425 durchgeführt. Des Weiteren musste immer (mit Ausnahme des Heckeneilzugpaares RE 4198/4199) in Augsburg Hauptbahnhof umgestiegen werden, und jeder zweite Zug hielt nicht in München-Pasing.
Zum kleinen Fahrplanwechsel im Juni 2009 war ursprünglich geplant, den vollständigen Betrieb mit den Triebwagen und damit auch das Flügelungskonzept aufzunehmen. Da aber nur 25 von 37 Fahrzeugen ausgeliefert und noch nicht alle zugelassen sowie die Softwarekomponenten für das Flügeln und Vereinigen der Züge in Augsburg noch nicht freigegeben waren, wurde weiterhin im Ersatzfahrplan gefahren; in Augsburg musste also nach wie vor umgestiegen werden. Allerdings wurden auf den einzelnen Abschnitten unter der Woche 125 Zugleistungen mit den bereits zugelassenen Triebwagen erbracht.
Zum Fahrplanwechsel im Dezember 2009 wurde auch die Strecke (München–Augsburg–)Donauwörth–Aalen in den „Fugger-Express“ mit aufgenommen. Seit diesem Fahrplanwechsel im Dezember 2009 kommt fast ausschließlich die Baureihe 440 zum Einsatz und die Züge können in Augsburg getrennt und vereinigt werden.
Seit Januar 2010 sind alle 37 Züge im Fahrgasteinsatz. Die Einheit 440 004 war Test- und Erprobungszug, welcher für Messfahrten verwendet wurde. Beim 440 002 brannte 2009 im Augsburger Bahnhof eine Dachkomponente. Wegen „technischer Gründe“ war die Fahrzeugverfügbarkeit zu Beginn nicht ausreichend, so dass einige Züge verkürzt gefahren wurden; manche Pendelzüge von Augsburg nach Meitingen wurden ersatzweise mit einer Doppeltraktion der Baureihe 642 gefahren.
Durch Vergrößerung des Sitzabstandes und Einbau zusätzlicher Gepäckablagen ab Herbst 2013 sollte der Komfort in den Zügen verbessert werden. In den engsten Sitzreihen wurde dazu der Sitzabstand von bislang 750 auf 830 Millimeter erhöht, die Sitzabstände betragen zukünftig 775 bis 830 Millimeter. Dazu wurden vier Einzelsitze entfernt. Daneben erhielten weitere 112 Sitzplätze eine Gepäckablage. Die Kosten von rund 20.000 Euro pro Garnitur teilen sich DB Regio und die Bayerische Eisenbahngesellschaft.
Durch Freisetzung von Zügen aus dem Donau-Isar-Express-Netz konnten 8 Vierteiler im Dezember 2021 an die Mainfrankenbahn abgegeben werden.
Nach dem Ende des Verkehrsvertrags E-Netz Augsburg im Dezember 2022 werden die Coradia Continental in Baden-Württemberg auf der Linie RB 63 (Herrenberg–Urach) eingesetzt. Sie sollten dafür im Laufe des Jahres 2023 modernisiert, mit WLAN und Haltewunschtasten ausgestattet und im Bwegt-Design neu lackiert werden. Wegen der dafür notwendigen Werkstattaufenthalte und der fälligen Hauptuntersuchungen waren dort nach dem Betriebsstart nicht ausreichend Züge einsatzbereit. Ersatzweise kommen Triebwagen der Baureihen 442, 612 und 650 zum Einsatz.

#### Würzburg „Mainfrankenbahn“
Der zweite Auftrag umfasste 31 Züge (5 vier- und 26 dreiteilige) für den Betrieb im Raum Würzburg als „Mainfrankenbahn“. Zunächst wurden acht Einheiten für die Strecke Fürth–Würzburg geliefert, die ab dem Fahrplanwechsel im Dezember 2009 hätten zur Verfügung stehen müssen. Ihre Zulassung erfolgte jedoch erst im März 2010. Die übrigen 23 Fahrzeuge wurden bis Dezember 2010 ausgeliefert und nach und nach in Dienst gestellt.
Alle 31 ursprünglichen Triebwagen, wie auch die acht Neuzugänge des Dezember 2021 aus dem Fugger-Express-Netz, sind heute in Würzburg beheimatet und werden auf folgenden Linien eingesetzt:
- RE10 Würzburg–Nürnberg
- RB53 Bamberg–Würzburg–Gemünden–Schlüchtern/Lohr
- RB85 Würzburg–Lauda–Osterburken

2021 wurde der Innenraum aller Züge aufgearbeitet. Die 13 vier- und 26 dreiteiligen Einheiten erhielten u. a. neue Sitzpolster. Die Klappsitze, die den Zugang zur Aufstellfläche von Kinderwägen Rollstühlen und Fahrrädern behinderten, wurden entfernt. Es wurden zudem Gepäckregale statt Sitzen längs der Fahrtrichtung eingebaut.

#### Passau „Donau-Isar-Express“ (DIX)

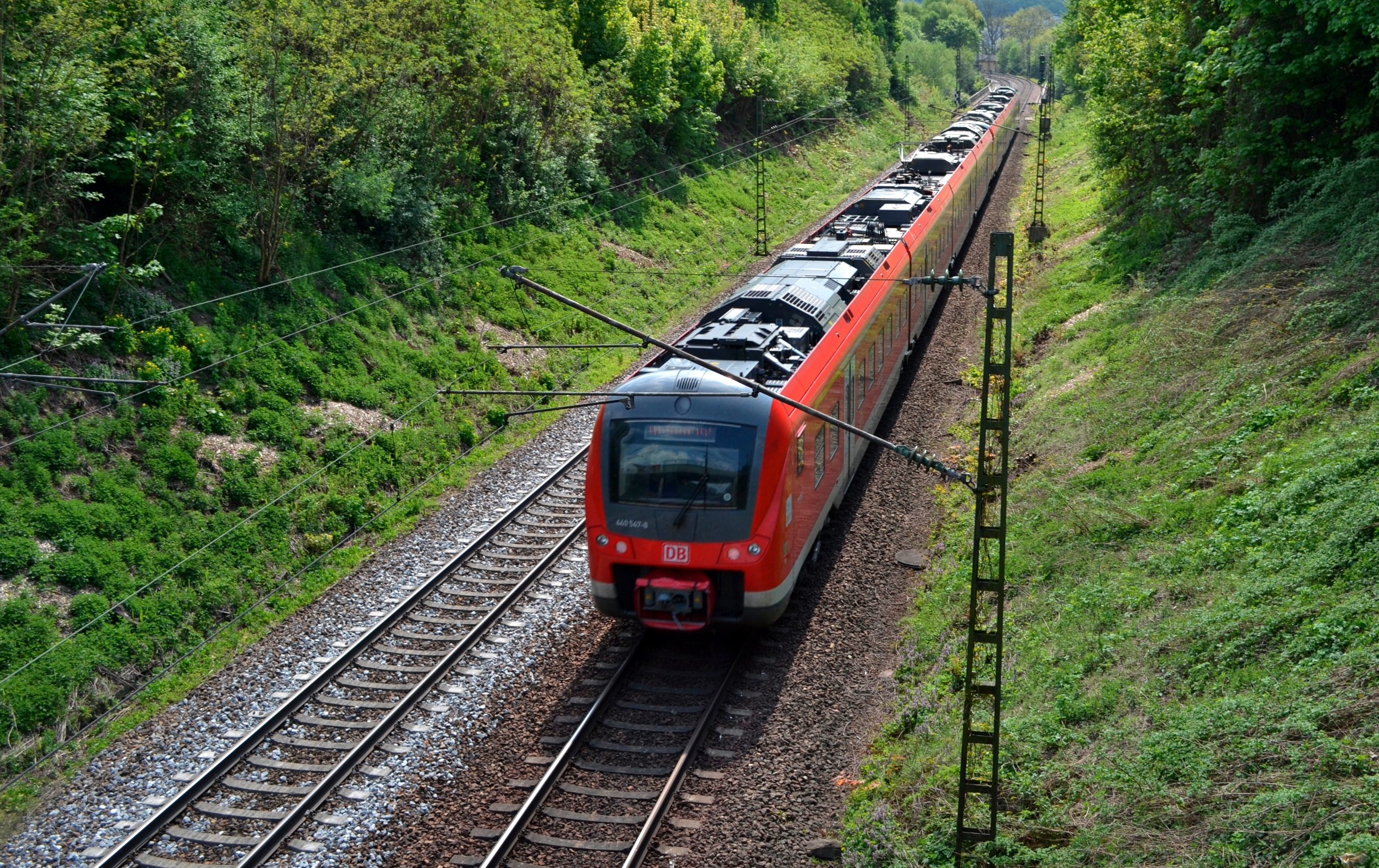
Der Donau-Isar-Express (440 547) in Vilshofen an der Donau im Jahr 2011

Der dritte Auftrag umfasste zwölf Züge für den Donau-Isar-Express, eine Regional-Express-Linie auf der Strecke Passau–München. Mit dem Fahrplanwechsel im Dezember 2009 sollten ebenfalls Coradia Continental im Stundentakt eingesetzt werden. Dafür wurden sechs fünfteilige Züge (440 201–440 206) mit 87 Metern Länge und 290 Sitzplätzen (davon 24 in der ersten Klasse) sowie sechs vierteilige Züge (440 043–440 048) mit 233 Sitzplätzen (davon 12 in der ersten Klasse) beschafft. In der morgendlichen und nachmittäglichen Hauptverkehrszeit müssen dabei zwischen Landshut und München bis zu drei Züge gekuppelt werden, um den im Zulauf nach München auftretenden großen Fahrgastandrang bewältigen zu können.
Nach Verzögerungen wegen Zulassungsproblemen wurde zunächst ein Ersatzverkehr mit Lokomotiven der Baureihe 111 und n-Wagen bzw. Doppelstockwagen (Baujahr 1997) gefahren. Der Betrieb mit der Baureihe 440 konnte fast vollständig im Juni 2010 aufgenommen werden. Auf Weisung der BEG verkehrte allerdings weiterhin montags bis freitags zur Hauptverkehrszeit ein Zugpaar mit sechs Doppelstockwagen (Baujahr 1997) und an jedem Ende eine Lok der Baureihe 111 statt der Kombination 440.0+440.2+440.2, die als Betriebsreserve in Landshut vorgehalten werden.
Jede der zwölf Triebzugeinheiten des DIX sollte mit einem Namen der bedienten Halte benannt werden. Bislang erhielt der Zug 440 203 den Namen „Passau – Leben an drei Flüssen“, der Zug 440 044 den Namen „Plattling – Nibelungenstadt“. Weitere Einheiten wurden auf die Namen „Wallersdorf“ (440 048), „Landau a.d. Isar“ (440 206), „Moosburg a.d. Isar“ (440 202) und „Landshut“ (440 204) getauft.
Zum Fahrplanwechsel 2021/2022 wurden die Fahrzeuge des DIX im Rahmen des Verkehrsvertrages „München-Passau Übergang“ nahezu vollständig durch Züge mit Doppelstockwagen ersetzt. Fast alle wurden nach Augsburg bzw. Ulm abgegeben und verkehren seither teilweise auf der neu elektrifizierten RB74 München–Buchloe.

#### S-Bahn Rhein-Ruhr

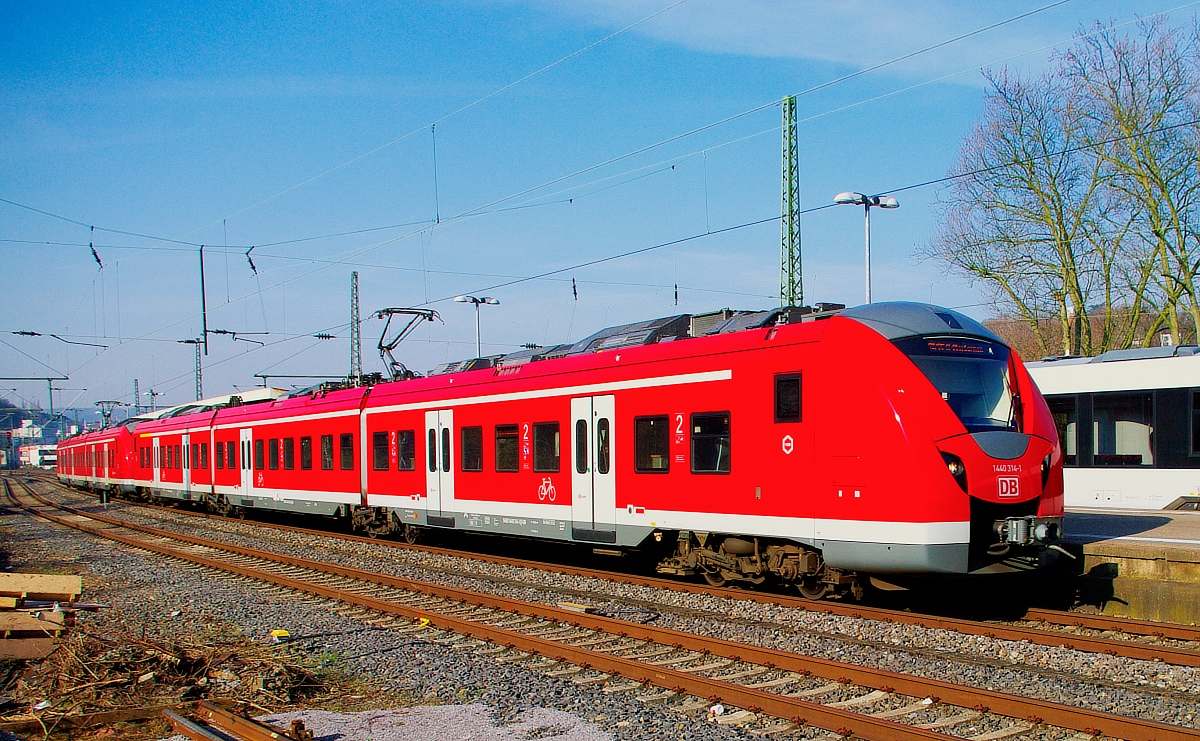
1440 314 und 308 der DB auf der S8 nach Hagen beim Halt in Wuppertal-Unterbarmen

Am 3. April 2012 gaben die Deutsche Bahn und Alstom die Bestellung von 28 dreiteiligen Zügen für den Einsatz auf den Linien S5 und S8 der S-Bahn Rhein-Ruhr bekannt. Die Einheiten wurden mit einem modifizierten Kopf nach EN 15227 mit den neuesten Knautschzonen ausgestattet. Sie sind für eine Bahnsteighöhe von 760 Millimetern ausgelegt. Zwar besitzen viele Bahnsteige an den Linien S5 und S8 derzeit eine Bahnsteighöhe von 960 Millimetern, jedoch ist langfristig der Umbau aller Bahnsteige auf eine Höhe von 760 Millimetern vorgesehen. Eine Einheit bietet 170 Sitz- und 173 Stehplätze. Die Betriebsaufnahme erfolgte zum Fahrplanwechsel im Dezember 2014.
Am 30. September 2014 erteilte das Eisenbahn-Bundesamt die Zulassung. Seit Oktober 2014 waren die ersten Fahrzeuge im planmäßigen Verkehr auf der Linie S68 eingesetzt, bevor sie zum Fahrplanwechsel 2014/15 auf die Linie S5/S8 kamen.

#### Breisgau-S-Bahn

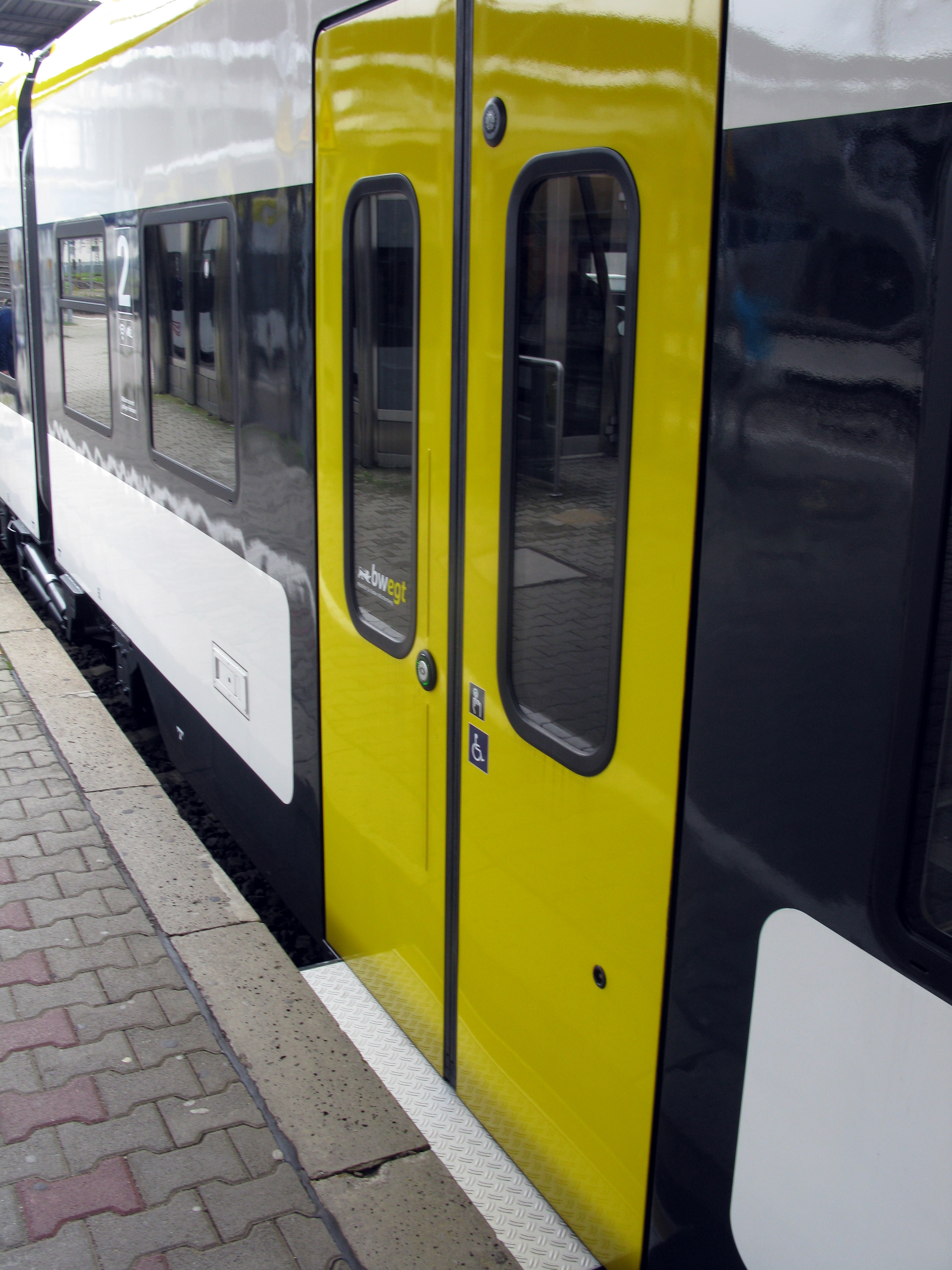
Schiebetritt an der Tür eines DB-Zuges der Breisgau-S-Bahn im baden-württembergischen Bwegt-Design

Im Oktober 2016 erteilte DB Regio an Alstom einen Auftrag über die Lieferung von 24 Einheiten für das Netz Ost-West der Breisgau-S-Bahn. Die neuen Triebwagen verkehren seit Dezember 2019 drei- und vierteilig im Landesdesign. Sie verfügen in der dreiteiligen Variante über 164 und vierteilig über 249 Sitzplätze.

#### S-Bahn Nürnberg
Im März des Jahres 2017 orderte die Deutsche Bahn 27 Züge der Baureihe 1440 für die Linien S1 und S2 der S-Bahn Nürnberg. Die vierteiligen Züge kommen seit Dezember 2020 zum Einsatz.

#### NRW und Rheinland-Pfalz RE8/RB33

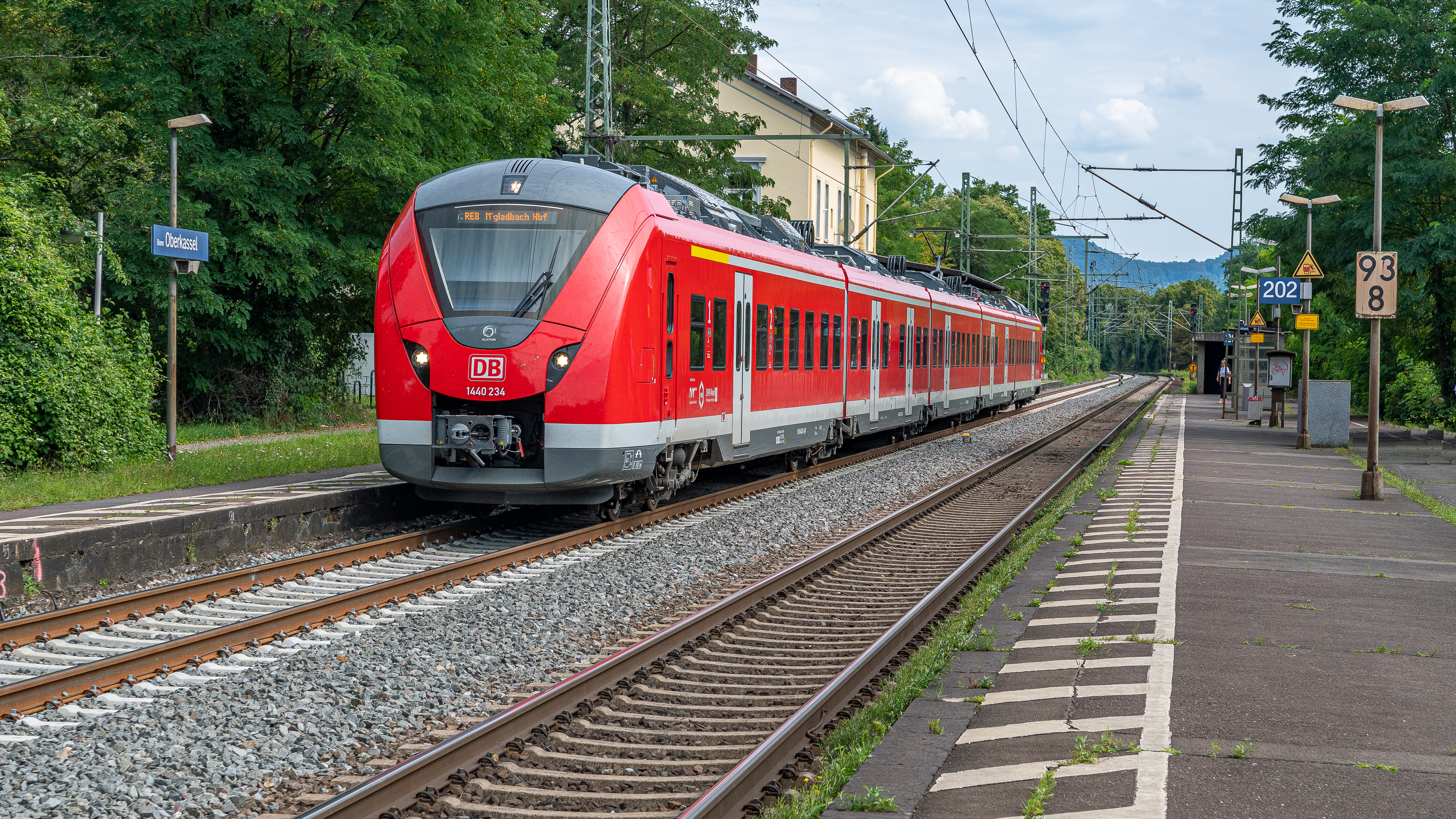
1440 234 als RE8 im Bahnhof Bonn-Oberkassel

Gleichzeitig mit der Bestellung für die S-Bahn Nürnberg wurden 26 drei- und fünfteilige Züge für den Einsatz in NRW und Rheinland-Pfalz bestellt. Der Auftrag für RE8/RB33 teilt sich in zehn Dreiteiler und 16 Fünfteiler. Die Bestellung erfolgt auf Grundlage des 2011 geschlossenen Rahmenvertrages zur Lieferung von bis zu 400 elektrischen Triebzügen durch Alstom.

#### Elektro-Netz Saar RB Los 1

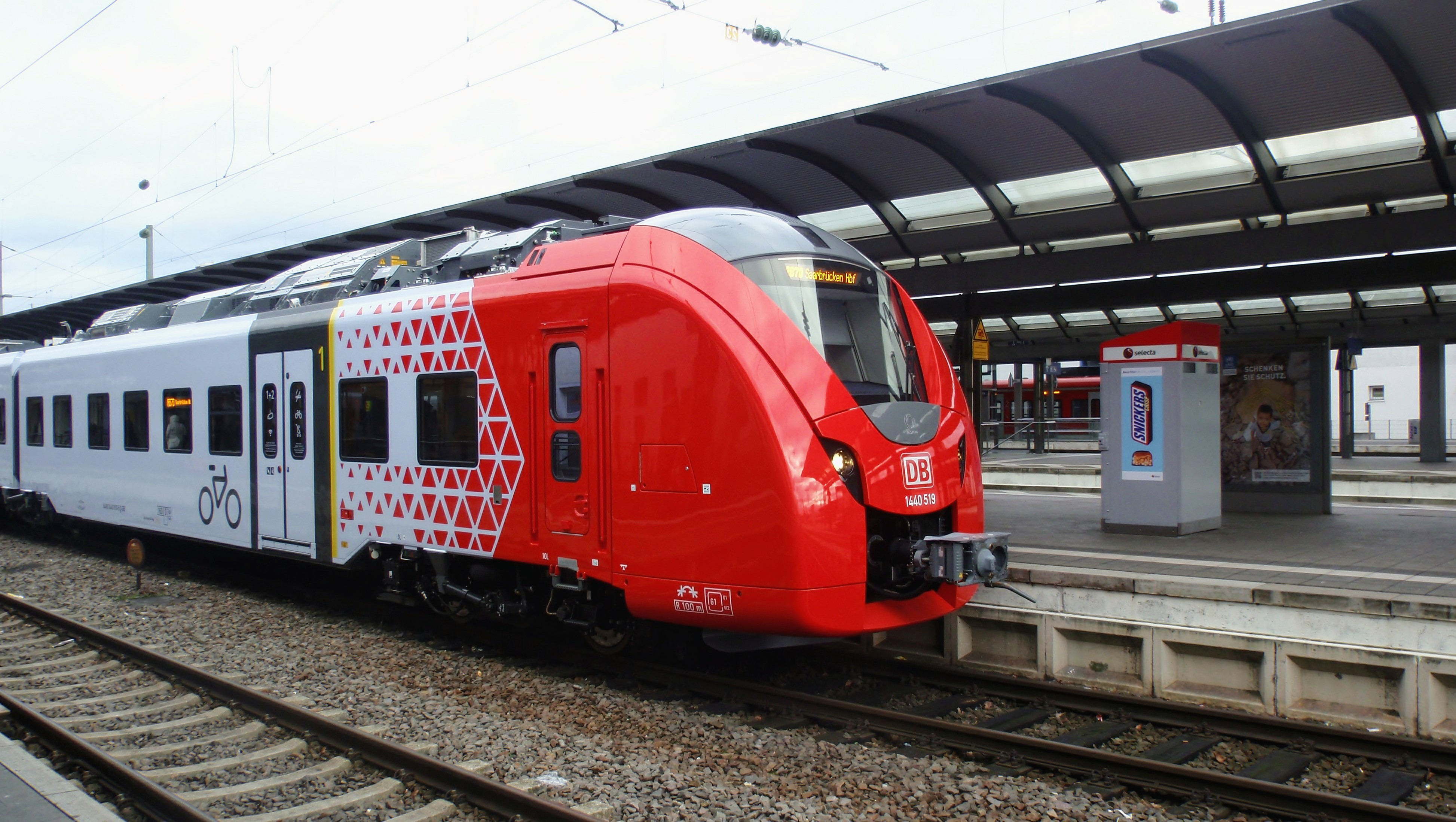
Vierteiliger 1440 für das Elektro-Netz Saar Los 1

Am 3. Mai 2017 gaben Alstom und die DB Regio AG eine Bestellung über 25 vierteilige Coradia Continental für das Elektro-Netz Saar RB Los 1 auf den Strecken Schweich – Trier Hbf – Saarbrücken Hbf – Kaiserslautern Hbf (ab Dezember 2019) und Trier Hafenstraße – Konz – Saarburg (ab Dezember 2020) bekannt. Die Fahrzeuge sollen eine Höchstgeschwindigkeit von 160 km/h besitzen. Die Wagenkästen werden in weiß lackiert und Fahrzeugköpfe in Rot. Nachdem seit dem 14. Oktober 2019 ein Probebetrieb mit Fahrgästen (im Rahmen des planmäßigen Verkehrs) stattgefunden hatte, sind die Fahrzeuge seit dem Fahrplanwechsel am 15. Dezember 2019 im regulären Einsatz.

#### Netz Karlsruhe 7b EBO
Am 14. November 2019 haben DB Regio und Alstom einen Vertrag über die Lieferung von 19 Fahrzeugen für das Netz „Karlsruhe 7b EBO“ unterschrieben. Die neuen Elektrotriebwagen verkehren seit Dezember 2022 als dreiteilige und fünfteilige Elektrotriebwagen im Landesdesign.

#### Vorortverkehr München–Buchloe
Seit dem Fahrplanwechsel 2021/2022 wird die neue Linie RB 74 München–Buchloe mit Coradia Continental bedient, die vorher auf dem Donau-Isar-Express im Einsatz waren.

### NordWestBahn (NWB)
Regio-S-Bahn Bremen/Niedersachsen

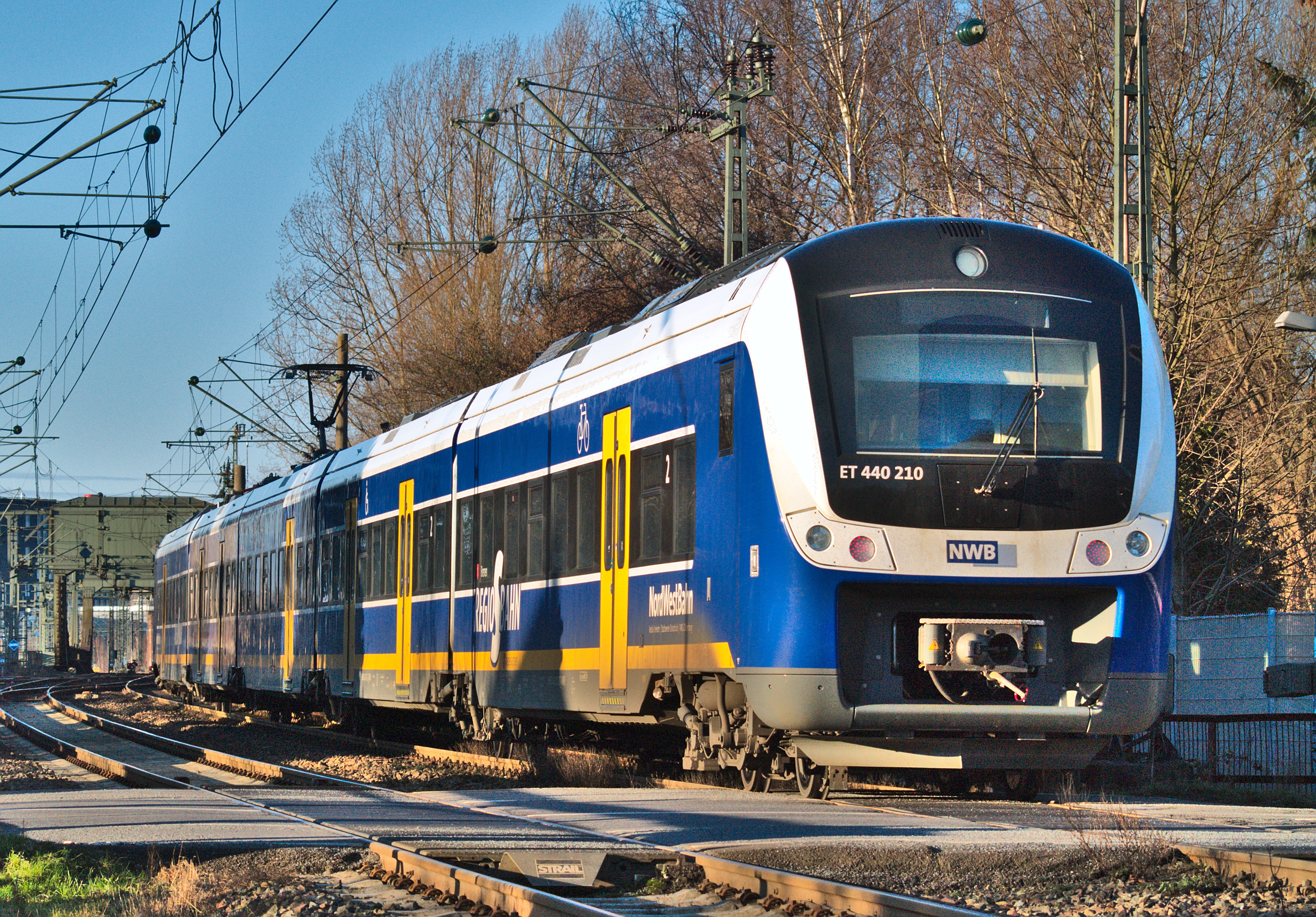
Coradia Continental der NWB in Oldenburg

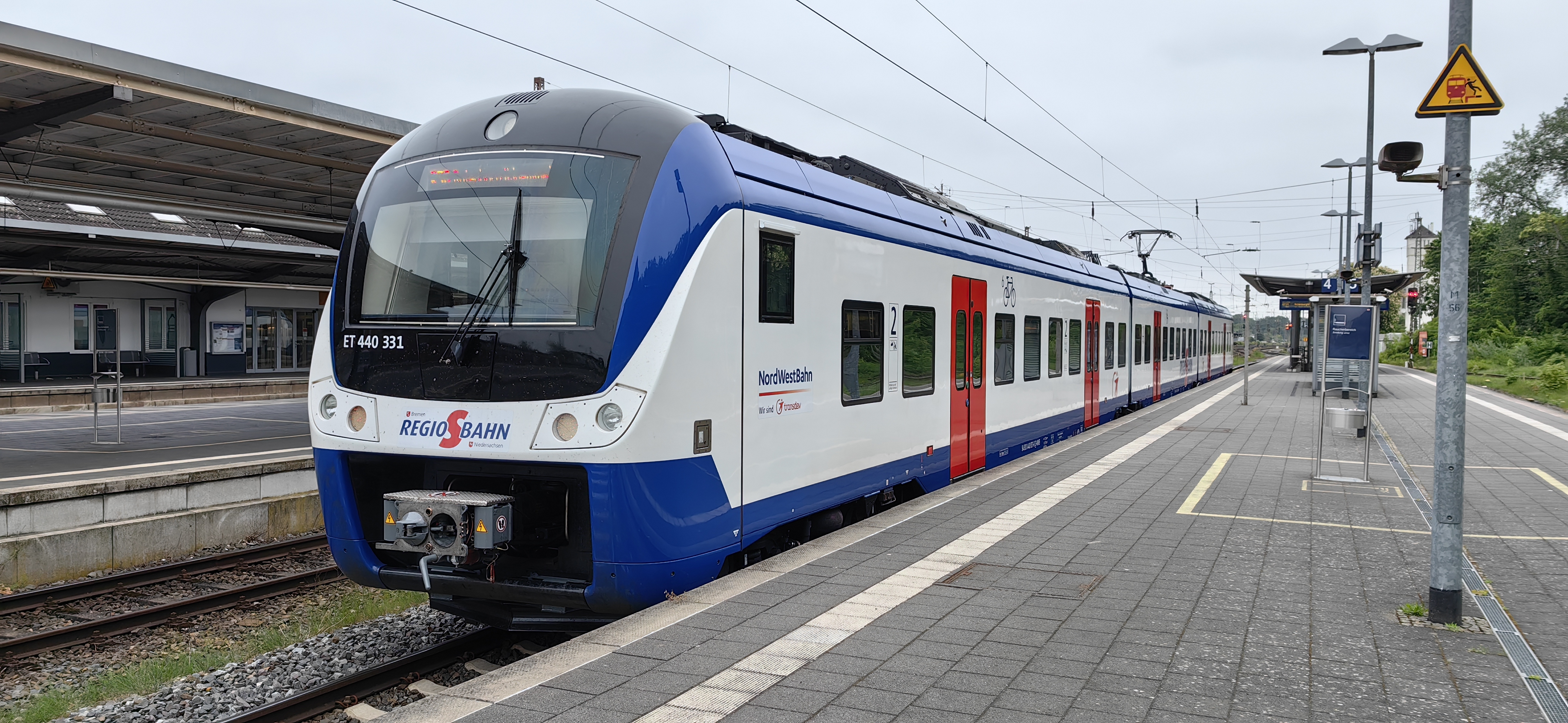
Coradia Continental mit neuen Transdev-Farben

Für die Regio-S-Bahn Bremen/Niedersachsen wurden von der NordWestBahn 18 drei- und 17 fünfteilige Coradia Continental im Gesamtwert von rund 150 Millionen Euro bestellt. Der planmäßige Betrieb wurde zum Fahrplanwechsel im Dezember 2010 aufgenommen.
Die Triebzüge werden auf folgenden Linien eingesetzt:
- RS 1 Bremen-Farge – Bremen – Verden (Aller)
- RS 2 Bremerhaven-Lehe – Bremerhaven – Bremen Hbf – Twistringen
- RS 3 Bremen – Oldenburg – Wilhelmshaven
- RS 30 Bremen –  Oldenburg – Bad Zwischenahn
- RS 4 Bremen – Nordenham
- RS 6 Verden – Rotenburg (Wümme)

Für den neuen Verkehrsvertrag ab 2022 werden die Triebwagen im Aachener Talbot-Werk modernisiert. Ende Juli 2021 wurde der Prototyp vorgestellt. Äußerlich werden die Triebwagen in den Transdev-Farben: weißer Wagenkasten, blaues Dach und Untergestell und rote Türen lackiert. Im Innern erhalten die Triebzüge neue Sitzpolster und Bezüge, neue Armlehnen und Tische und eine neue LED-Beleuchtung. Außerdem werden sie mit WLAN ausgestattet, Fahrrad-Ladesteckdosen und ein neues Fahrgast-Informationssystem. Der Serienumbau soll ab Januar 2023 erfolgen.

### Agilis

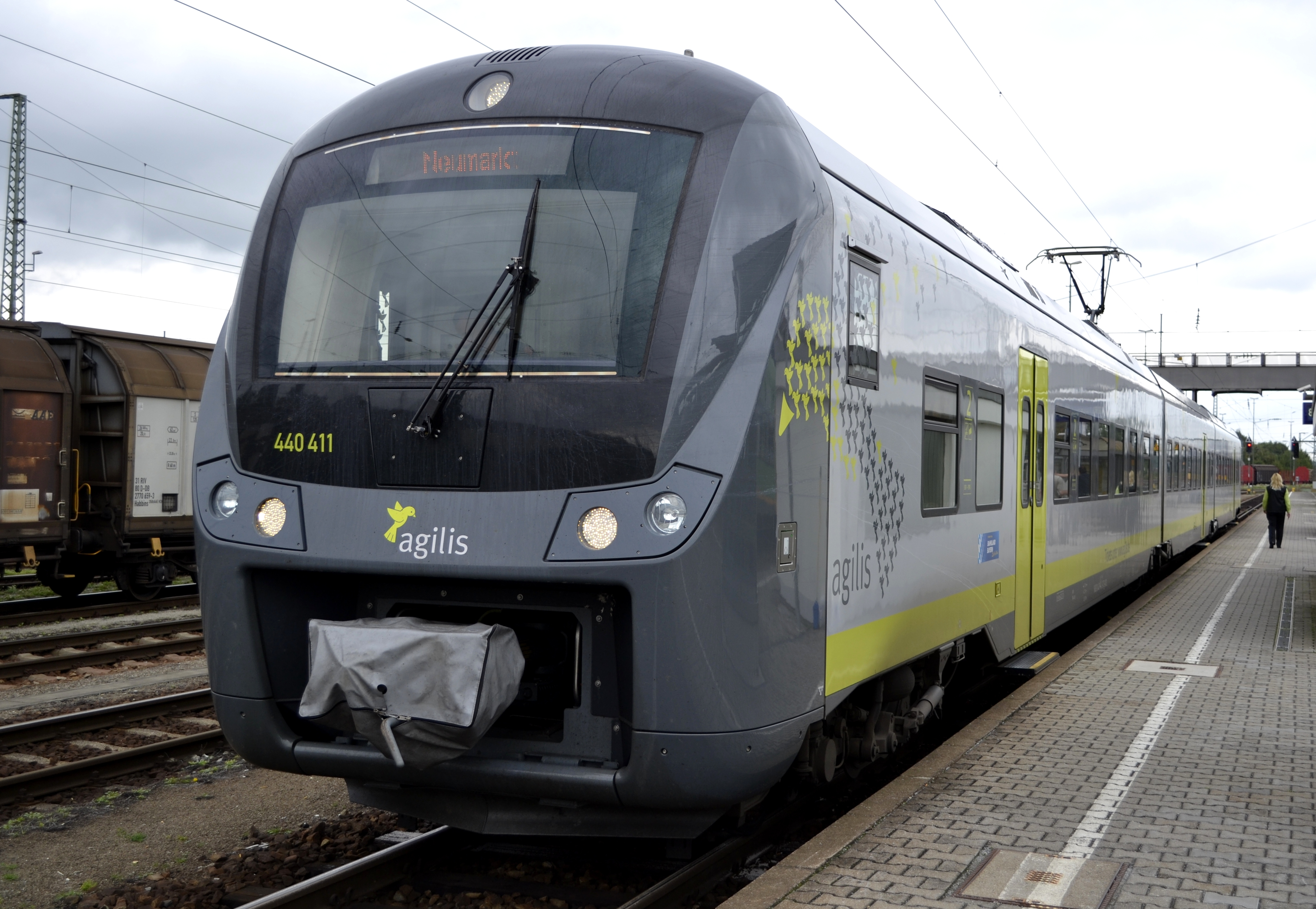
Coradia Continental der agilis in Plattling

E-Netz Regensburg mit Donautalbahn (ENR) bzw. ab 2022 Netz Regensburg/Donautal (RDO)
18 drei- (440.4) und acht vierteilige Triebzüge (440.1) verkehren im Rahmen des Regensburger Sterns auf den von agilis betriebenen Strecken von Plattling über Regensburg nach Neumarkt in der Oberpfalz und von Landshut über Regensburg nach Ingolstadt (seit Dezember 2011 weiter bis Ulm). Die Strecke von Regensburg bis Landshut entfiel, mit Ausnahme einer Fahrt nach Eggmühl (bis 12/2022), zum Fahrplanwechsel im Dezember 2018 durch die Einführung des Überregionalen Flughafenexpresses ÜFEX.
Ein Zug wurde auf der InnoTrans 2010 in Berlin gezeigt. Der planmäßige Betrieb wurde zum Fahrplanwechsel im Dezember 2010 aufgenommen.
Es wurden inzwischen 14 Triebwagen benannt: die Einheit 440 401 auf den Namen „Straubing“, 104 auf „Regensburg“, 403 „Abensberg“, 108 „Ulm“ sowie 106 „Günzburg“. Weitere Einheiten tragen die Namen „Albertus-Magnus-Stadt Lauingen“ (408), „Saal a.d. Donau“ (402), „Gundelfingen a.d. Donau“ (415), „Dillingen a.d. Donau“ (411), „Höchstädt a.d. Donau“ (410), Ingolstadt (417), „Neustadt a.d. Donau“ und „Bad Gögging“ (404), „Parsberg“ (412) sowie „Neumarkt i.d.OPf.“ (406).
Von Mitte 2014 bis 2017 verkehrten zwei Triebwagen mit einer auffälligen großflächigen Beklebung: der 440 412 bewarb als Tourismuszug „Ausflügler“ Ausflugsziele an der Strecke und der 440 414 trug Werbung für das Einkaufszentrum Regensburg Arcaden. Von 2017 bis Anfang 2018 hatte dann 440 406 ein weiteres Werbedesign für dasselbe Shoppingcenter. Ebenso gab es kurzzeitig weitere kleinere Werbegestaltungen für Leukämiehilfe Ostbayern (407, 418) und netzübergreifend Landesgartenschau Bayreuth 2016 (417).
Zur Verbesserung der Kapazitäten für die Mitnahme von Fahrrädern im Sommer wurden Anfang 2014 bei zwölf 440.4 im ersten Wagenteil zusätzlich zwölf Sitzplätze ausgebaut. Ähnliche Umbauten gab es auch schon in den Jahren 2011 und 2013. Inzwischen ist diese Maßnahme in allen dreiteiligen Triebzügen ähnlich der bei DB Regio umgesetzt und wurde dauerhaft beibehalten.
Im Rahmen des RDO-Redesigns aller 26 Fahrzeuge 2022 bei OWS in Weiden in der Oberpfalz wurden auch die acht 440.1 umgebaut und besitzen seither an drei von vier Türen einen Mehrzweckbereich. Zudem erhielt die gesamte Flotte im Fahrgastraum neue bzw. weitere Tische, neue Kunstledersitze in der 1. Klasse, WLAN sowie ein AFZS an den Türen, welches bislang nur bei neun Fahrzeugen eingebaut gewesen ist.

### Zweckverband Großraum Braunschweig (ZGB)

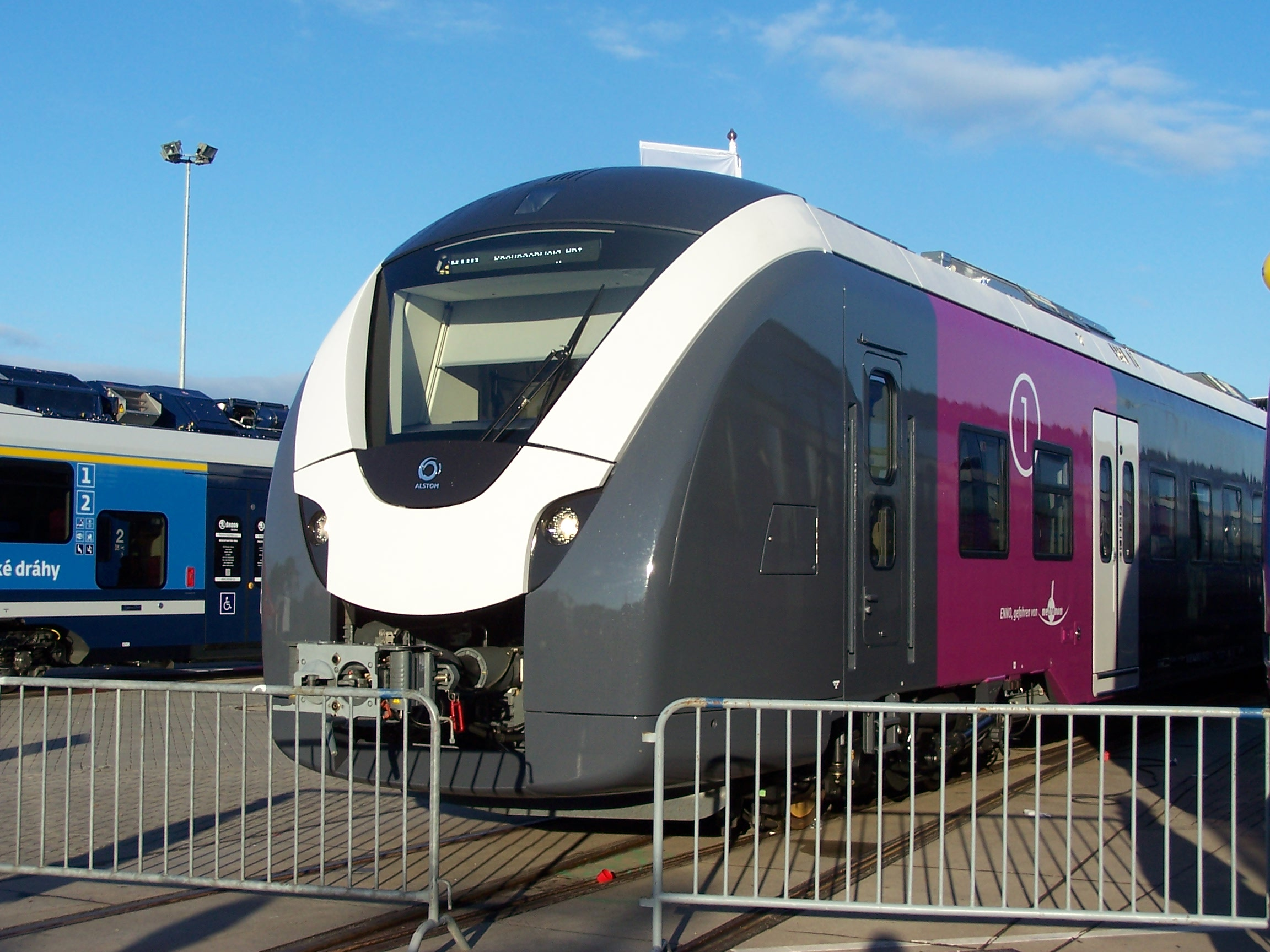
Enno-Triebzug auf der InnoTrans 2014 in Berlin

Elektro-Netz Niedersachsen-Ost (ENNO)
Am 18. Dezember 2012 gab Alstom die Bestellung von zwanzig vierteiligen Coradia Continental für das Elektro-Netz Niedersachsen-Ost (ENNO) bekannt. Diese werden durch die Regionalbahnfahrzeuge Großraum Braunschweig GmbH beschafft, ein Tochterunternehmen des Zweckverbands Großraum Braunschweig, seit 2017 Regionalverband Großraum Braunschweig. Es besteht eine Option auf weitere 13 Fahrzeuge. Im Februar 2014 wurden davon vier Triebwagen bestellt, die im Frühjahr 2015 ausgeliefert wurden. Im September 2023 bestellte die Regionalbahnfahrzeuge Großraum Braunschweig GmbH fünf weitere Triebzüge zur Lieferung bis April 2026.
Im Dezember 2015 nahm Metronom mit diesen Fahrzeugen unter dem Produktnamen enno den Betrieb des Elektronetzes Niedersachsen-Ost für zehn Jahre auf.
Die Wagen haben jeweils nur eine Doppeltür. In einem Endwagen existiert ein Erste-Klasse-Abteil, im anderen ein Abteil mit Sitzplatzreservierung. Ein Mittelwagen verfügt über ein Mehrzweckabteil mit barrierefreier Toilette, der andere Mittelwagen über ein Fahrradabteil. Insgesamt gibt es 235 Sitzplätze pro Zug. Es gibt jeweils eine Steckdose an Viererplätzen und WLAN-Empfang im Zug.

### Verkehrsverbund Mittelsachsen (VMS)

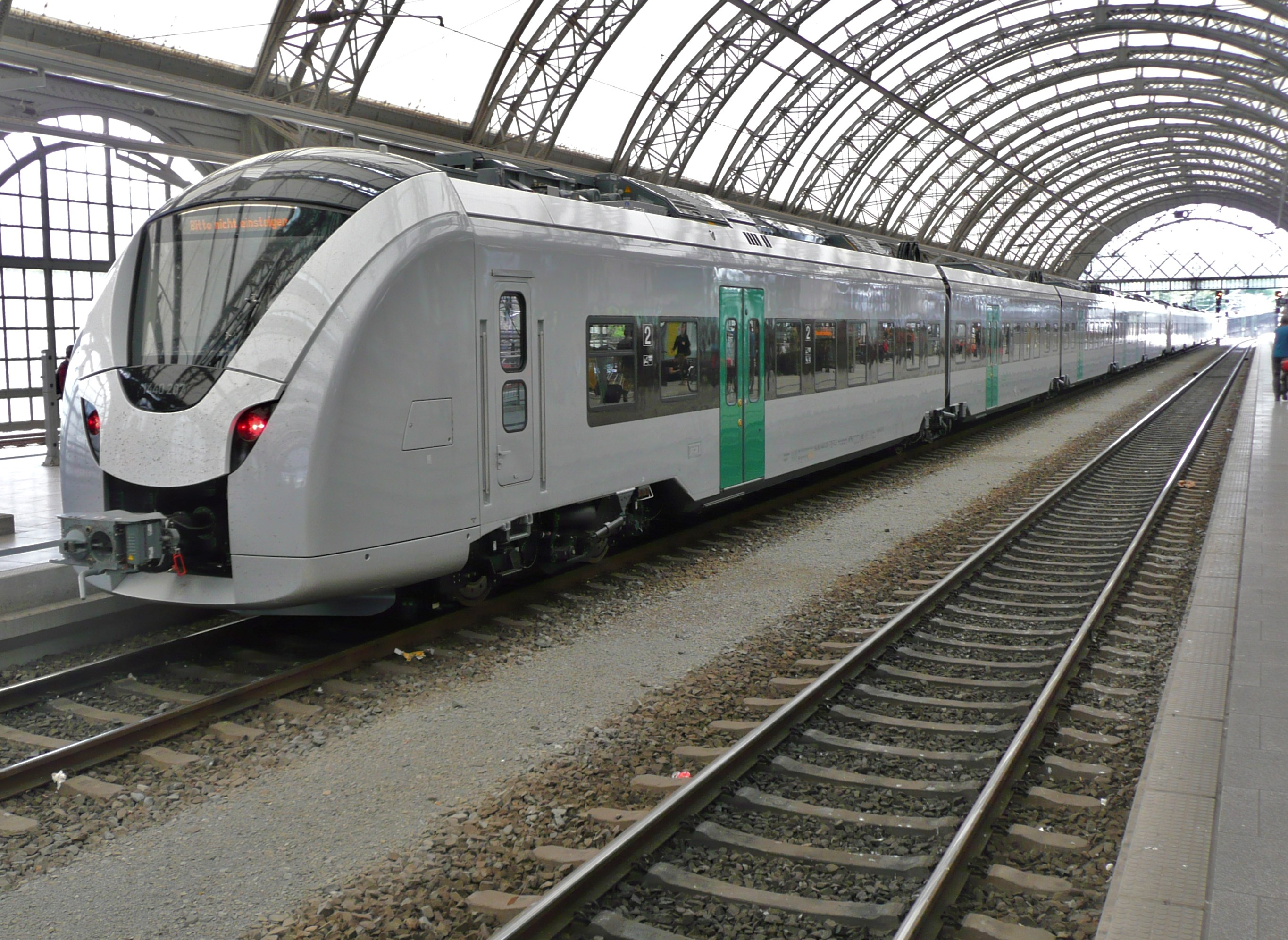
Zwei fünfteilige Triebzüge von Alstom Coradia Continental zu Belehrungsfahrten in Dresden Hbf

#### Elektro-Netz Mittelsachsen
Am 2. April 2014 gab Alstom die Bestellung von 13 drei- und 16 fünfteiligen Zügen durch den Verkehrsverbund Mittelsachsen bekannt. Der Auftrag beinhaltet Kaufoptionen für bis zu 23 weitere Züge und hat einen Wert von 150 Millionen Euro. Die Einheiten kommen seit dem kleinen Fahrplanwechsel am 12. Juni 2016 im Elektro-Netz Mittelsachsen zum Einsatz. Dieses umfasst die Regionalexpress-Linie zwischen Dresden Hauptbahnhof und Hof Hauptbahnhof sowie den Regionalbahnverkehr zwischen Dresden Hauptbahnhof und Zwickau Hauptbahnhof sowie Chemnitz Hauptbahnhof und Elsterwerda. Die 13 drei- und 16 fünfteiligen Züge erreichen im Einsatz Geschwindigkeiten von bis zu 160 km/h. Die fünfteiligen Einheiten bieten eine Kapazität von 520 Personen mit 240 Sitzplätzen, die dreiteiligen eine von 320 Personen mit 150 Sitzplätzen. Die Züge sind mit ausfahrbaren Trittstufen für einen komplett niveaugleichen Einstieg zu Bahnsteigen mit einer Höhe von 550 Millimeter ausgerüstet.
Neben anfänglichen Problemen kam es Mitte 2017 erneut zu Ausfällen wegen Ausbröckelungen an den Laufflächen, die aufgrund der lokalen Begrenztheit vermutlich aus dem Zusammenspiel zwischen den Fahrzeugen und den engen Gleisbögen auf der Bahnstrecke Dresden–Werdau resultieren.
Während der Hersteller Alstom für die Instandhaltung zuständig ist, werden die Verkehrsleistungen durch die Bayerische Oberlandbahn GmbH unter der Marke Mitteldeutsche Regiobahn erbracht. Der Verkehrsvertrag läuft bis Dezember 2030.

#### Leipzig–Chemnitz
Anfang Februar 2020 bestellte der VMS 11 dreiteilige Coradia-Continental-Einheiten der Baureihe 1440.4 mit Dachbatterien für den Betrieb auf der Strecke Leipzig–Chemnitz. Im April 2023 wurde bekanntgegeben, dass die Mitteldeutsche Regiobahn den Zuschlag für die Verkehrsleistung bekommt. Der Vertrag und die Stellung der Züge beginnt im Juni 2024 und läuft bis Dezember 2031, mit einer optionalen Verlängerung um zwei Jahre.

### Hessische Landesbahn (HLB)
Netz Südhessen-Untermain

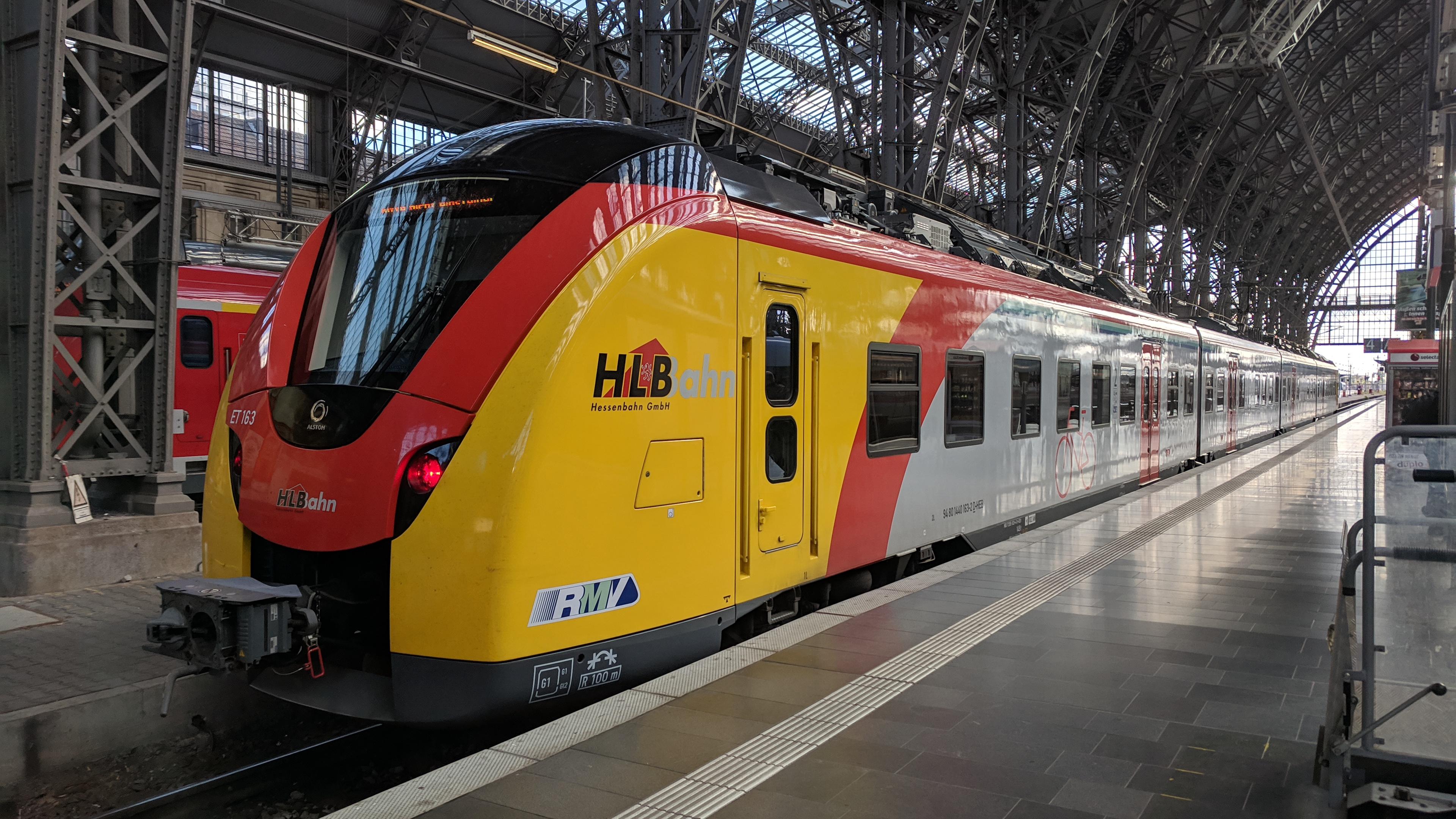
HLB ET163 in Frankfurt (Main) Hbf

Im Dezember 2015 gab Alstom die Bestellung von 13 drei- und 17 vierteiligen Coradia Continental bekannt. Die Züge gingen im Dezember 2018 in den Planbetrieb im Netz Südhessen-Untermain und verbinden seitdem die Städte Wiesbaden–Mainz–Darmstadt–Aschaffenburg (RMV-Linie 75) sowie Frankfurt–Maintal–Hanau–Aschaffenburg–Laufach (RMV-Linie 58). Am 27. Juli 2018 erhielten die Züge ihre Zulassung und seitdem wurden die bereits ausgelieferten Züge im Probebetrieb zwischen Frankfurt und Aschaffenburg eingesetzt. Eine dreiteilige und eine vierteilige Einheit, welche 2018 noch vor der Betriebsaufnahme im Südhessen-Untermain Netz ursprünglich zu Schulungszwecken u. a. auf der Dillstrecke eingesetzt wurden, übernahmen über einen längeren Zeitraum einzelne Fahrten auf den Linien RB 95 und RE 99. Mittlerweile sind die Fahrzeuge aber auch auf der RB 58 und 75 im Einsatz und wurden auf der Dillstrecke von den neueren Fahrzeugen aus dem Mittelhessennetz abgelöst.
Im April 2018 erhielt Alstom von der Hessischen Landesbahn GmbH (HLB) einen weiteren Auftrag im Wert von über 27 Mio. Euro über die Lieferung von fünf Coradia Continental. Sie wurden im Dezember 2019 ausgeliefert und im Rhein-Main-Gebiet eingesetzt.
Netz Mittelhessen
Am 27. Mai 2021 erhielt Alstom von der Hessischen Landesbahn GmbH (HLB) einen weiteren Auftrag im Wert von über 200 Mio. Euro über die Lieferung von 32 Coradia Continental. Die Bestellung teilt sich in insgesamt zwölf vierteilige sowie zwanzig fünfteilige Einheiten auf. Die Züge werden ab Dezember 2023 im von der HLB betriebenen Teilnetz Mittelhessen eingesetzt.
Am 5. September 2023 wurde durch Online-Medien bekannt, dass die Hessische Landesbahn zum Fahrplanwechsel 2023/2024 die für den Mittelhessen-Express bestellten 32 Triebwagen wegen Problemen mit der Steuerungssoftware nicht in Betrieb nehmen kann. Laut Hersteller Alstom sollen die 32 bestellten Fahrzeuge bis März 2024 ausgeliefert und zugelassen sein. Nach anfänglichen Problemen mit der Steuerungssoftware begann die Zulassung und der Fahrzeugeinsatz im Mai 2024.
Dortmund-Siegerland-Express
Zum Schließen der Taktlücken der Intercity-Linie 34 betreibt die Hessische Landesbahn drei Zugpaare zwischen Siegen und Dortmund (Mittagsfahrt sowie am Wochenende nur bis und ab Iserlohn-Letmathe) als Linie RE 34. Eingesetzt werden neue vierteilige Fahrzeuge aus dem Mittelhessennetz.

## Einsatz
Für folgende Regionen liegt eine Einsatzübersicht vor:
| Linie | Linienweg                                                               | Betreiber       | Baureihe | Bemerkung                                     |
| ----- | ----------------------------------------------------------------------- | --------------- | -------- | --------------------------------------------- |
| RE 10 | Würzburg – Neustadt(Aisch) – Nürnberg                                   | DB Regio Bayern | 440      | Mainfrankenbahn                               |
| RB 53 | Bamberg – Schweinfurt – Würzburg – Gemünden(Main) – Jossa – Schlüchtern | DB Regio Bayern | 440      | Mainfrankenbahn                               |
| RB 79 | Aschaffenburg – Gemünden(Main) (– Würzburg)                             | DB Regio Bayern | 440      | Mainfrankenbahn nur in der HVZ                |
| RB 80 | Würzburg – Marktbreit                                                   | DB Regio Bayern | 440      | Mainfrankenbahn nur in der HVZ                |
| RB 85 | Würzburg – Lauda – Osterburken                                          | DB Regio Bayern | 440      | Mainfrankenbahn                               |
| RE 3  | Passau – Plattling – Landshut(Bay) – Freising – München                 | DB Regio Bayern | 440      | Donau-Isar-Express                            |
| RB 74 | München – Buchloe                                                       | DB Regio Bayern | 440      | fünfteilige Züge, vorher DIX München – Passau |
| RB 51 | Plattling – Regensburg – Neumarkt in der Oberpfalz                      | agilis          | 440      |                                               |
| RB 15 | Regensburg – Ingolstadt – Ulm                                           | agilis          | 440      |                                               |
| RB 17 | Plattling – Regensburg – Ingolstadt                                     | agilis          | 440      |                                               |
| RE 18 | (Eggmühl/Plattling/Passau –) Regensburg – Ingolstadt – Ulm              | agilis          | 440      |                                               |

| Linie | Linienweg                                                                   | Betreiber     | Baureihe | Bemerkung                         |  |
| ----- | --------------------------------------------------------------------------- | ------------- | -------- | --------------------------------- |  |
| RS 1  | Bremen-Farge – Bremen-Vegesack – Bremen – Achim – Verden                    | NordWestBahn  | 440      | Regio-S-Bahn Bremen/Niedersachsen |  |
| RS 2  | Bremerhaven-Lehe – Osterholz-Scharmbeck – Bremen – Kirchweyhe – Twistringen | NordWestBahn  | 440      | Regio-S-Bahn Bremen/Niedersachsen |  |
| RS 3  | Bremen – Delmenhorst – Hude – Oldenburg – Bad Zwischenahn                   | NordWestBahn  | 440      | Regio-S-Bahn Bremen/Niedersachsen |  |
| RS 4  | Bremen – Delmenhorst – Hude – Brake – Nordenham                             | NordWestBahn  | 440      | Regio-S-Bahn Bremen/Niedersachsen |  |
| RE 30 | Wolfsburg – Gifhorn – Lehrte – Hannover                                     | metronom      | 1440     | vierteilig, mit LZB               |  |
| RE 50 | Wolfsburg – Braunschweig – Hildesheim                                       | metronom      | 1440     | vierteilig, mit LZB               |  |
| RE 62 | Löhne(Westf) – Osnabrück Hbf – Rheine(Westf)                                | DB Regio Nord | 440      | vierteilig                        |  |

| Linie | Linienweg                                     | Betreiber                | Baureihe | Bemerkung |
| ----- | --------------------------------------------- | ------------------------ | -------- | --------- |
| RE 3  | Dresden – Freiberg – Chemnitz – Zwickau – Hof | Mitteldeutsche Regiobahn | 1440     |           |
| RB 30 | Dresden – Freiberg – Chemnitz – Zwickau       | Mitteldeutsche Regiobahn | 1440     |           |
| RB 45 | Chemnitz – Döbeln – Riesa – Elsterwerda       | Mitteldeutsche Regiobahn | 1440     |           |

Stand: Dezember 2017
| Linie | Linienweg                                                                               | Betreiber            | Baureihe               | Bemerkung                                               |
| ----- | --------------------------------------------------------------------------------------- | -------------------- | ---------------------- | ------------------------------------------------------- |
| S 5   | Dortmund – Witten (– Hagen)                                                             | DB Regio NRW         | 1440                   | einzelne Züge ab Hagen weiter als S8                    |
| S 8   | Mönchengladbach – Neuss – Düsseldorf – Wuppertal (– Hagen)                              | DB Regio NRW         | 1440 in Doppeltraktion | einzelne Züge ab Hagen weiter als S5                    |
| RE 8  | Mönchengladbach – Köln – Koblenz                                                        | DB Regio NRW         | 1440                   |                                                         |
| RB 33 | Aachen – Lindern – Mönchengladbach – Duisburg – Essen bzw. Aachen – Lindern – Heinsberg | DB Regio NRW         | 1440                   | Flügelung in Lindern                                    |
| RE 34 | Siegen – Iserlohn-Letmathe (– Dortmund mo.-fr.)                                         | Hessische Landesbahn | 1440                   | ab Dez. 2024 ein Umlauf: Tagesrand und Lücken des IC 34 |
| RE 62 | Rheine – Osnabrück – Löhne (Westf)                                                      | DB Regio Nord        | 440                    | ab Dez. 2023                                            |

Stand: Januar 2023
| Linie | Strecke                                                                                | Betreiber      | Baureihe |
| ----- | -------------------------------------------------------------------------------------- | -------------- | -------- |
| RB 70 | Merzig (Saar) – Saarlouis – Saarbrücken – St Ingbert – Homburg (Saar) – Kaiserslautern | DB Regio Mitte | 1440     |
| RB 71 | Trier – Konz – Merzig (Saar) – Saarlouis – Saarbrücken – St Ingbert – Homburg (Saar)   | DB Regio Mitte | 1440     |

Stand: Dezember 2019
| Linie | Strecke                                                                                            | Betreiber            | Baureihe |
| ----- | -------------------------------------------------------------------------------------------------- | -------------------- | -------- |
| RE 9  | Frankfurt(Main)Hbf – Mainz-Kastel – Eltville (Taunus) (nur bei Fahrten der Hessischen Landesbahn)  | Hessische Landesbahn | 1440     |
| RB 37 | Frankfurt (Main) Hbf – Friedberg – Gießen (– Marburg – Kirchhain)                                  | Hessische Landesbahn | 1440     |
| RB 40 | Frankfurt (Main) Hbf – Friedberg – Gießen – Wetzlar – Herborn – Dillenburg                         | Hessische Landesbahn | 1440     |
| RB 41 | Frankfurt (Main) Hbf – Friedberg – Gießen – Marburg – Kirchhain – Schwalmstadt-Treysa              | Hessische Landesbahn | 1440     |
| RB 49 | Hanau Hbf – Nidderau – Friedberg (Hess) – Gießen                                                   | Hessische Landesbahn | 1440     |
| RB 58 | Rüsselsheim Opelwerk – F.-Flughafen Fern – Frankfurt Süd – Hanau Hbf – Aschaffenburg Hbf – Laufach | Hessische Landesbahn | 1440     |
| RE 59 | Frankfurt Flughafen Regionalbf – Frankfurt Süd – Frankfurt Ost – Maintal – Hanau Hbf               | Hessische Landesbahn | 1440     |
| RB 75 | Wiesbaden Hbf – Mainz Hbf – Groß-Gerau – Darmstadt Hbf – Dieburg – Babenhausen – Aschaffenburg Hbf | Hessische Landesbahn | 1440     |

Stand: Juni 2024
| Linie | Strecke | Betreiber      | Baureihe         |
| ----- | --- | -------------- | ---------------- |
| S1    | Breisach – Gottenheim-Freiburg (Breisg) Hbf – Kirchzarten – Titisee – Seebrugg                             | DB Regio BW    | 1440             |
| S10   | Freiburg (Breisg) Hbf – Kirchzarten – Titisee – Hüfingen Mitte – Donaueschingen – Villingen (Schwarzw)     | DB Regio BW    | 1440             |
| S11   | Endingen am Kaiserstuhl – Gottenheim – Freiburg (Breisg) Hbf – Kirchzarten – Titisee – Neustadt (Schwarzw) | DB Regio BW    | 1440             |
| RE 40 | Karlsruhe Hbf–Freudenstadt Hbf                                                                             | DB Regio Mitte | 1440             |
| RB 41 | Karlsruhe Hbf–Forbach–Herrenberg                                                                           | DB Regio Mitte | 1440             |
| RB 44 | Karlsruhe Hbf–Achern                                                                                       | DB Regio Mitte | 1440             |
| RE 45 | Karlsruhe Hbf–Heilbronn Hbf                                                                                | DB Regio Mitte | 1440             |
| RB 63 | Bad Urach–Metzingen–Tübingen Hbf und Herrenberg–Tübingen Hbf                                               | DB Regio BW    | 440 ab März 2023 |

Stand: Januar 2023